# 911 (číslo)
Devět set jedenáct je přirozené číslo, které je prvočíslem. Následuje po číslu devět set deset a předchází číslu devět set dvanáct. Řadová číslovka je devítistý jedenáctý. Římskými číslicemi se zapisuje CMXI.

## Matematika
911 je:
- Prvočíslo Sophie Germainové
- Součet tří, po sobě jdoucích, prvočísel (293 + 307 + 311)

## Astronomie
- (911) Agamemnon je planetka ze skupiny Trojánů, kterou objevil v roce 1919 Karl Wilhelm Reinmuth

## Roky
- 911
- 911 př. n. l.